# Harsányi Zoltán
Harsányi Zoltán (Szenc, 1987. június 1. –) szlovákiai magyar labdarúgó, posztját tekintve csatár, a Tiszafüred VSE játékosa.

## Pályafutása
Harsányi szerepelt már a szlovák U18-as és az U20-as válogatottban is. Pályafutását az FC Senecben kezdte, ahonnan a 2006/07-es szezon végére kölcsönvette a Bolton. A Wanderers tartalékcsapatában hét meccsen szerepelt és három gólt rúgott, ami miatt az akkori menedzser, Sammy Lee le is igazolta őt. 2007 nyarán egy korosztályos válogatott meccsen gyönyörűen átemelte az angol kapus, Joe Hart fölött a labdát. Ennek köszönhetően Harsányit olyan csapatokkal hozták már szóba, mint például a Rangers.
A Bolton elengedte Harsányit és visszatért hazájába Szlovákiába és egy hat hónapos szerződést kötött a DAC csapatával.[forrás?]
2010 novemberében Harsányi aláírt egy 6 hónapos kölcsönszerződést az Iráni Pro League-ben szereplő Paykan FC-hez[forrás?]
2021 júliusában aláírt a Tiszafüred VSE csapatához.